# Weberberg (Biberach an der Riß)

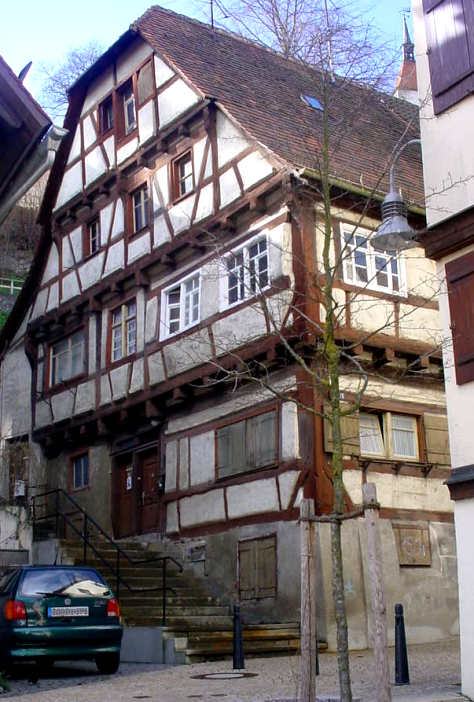
Altes Weberhaus in Biberach an der Riß

Der Weberberg in Biberach an der Riß ist eine historische Zunftsiedlung und war vom 15. Jahrhundert bis zu Beginn des 17. Jahrhunderts eine wichtige Produktionsstätte von Barchent.
Zu Beginn des 16. Jahrhunderts waren am Weberberg rund 400 Webstühle in Betrieb, in der Blütezeit des Barchent-Handels lebte schätzungsweise ein Viertel der Biberacher Bevölkerung von der Weberei. Der Handel mit Barchent machte die Stadt reich, kam jedoch mit dem Ausbruch des Dreißigjährigen Krieges weitgehend zum Erliegen.
Der Weberberg ist das älteste Viertel der Stadt und ist mit seinen historischen Gebäuden eine der Hauptstationen jeder Stadtführung.